# Déodat de Dolomieu
Déodat Guy Silvain Tancrède Gratet de Dolomieu (Dolomieu, 23 giugno 1750 – Châteauneuf, 28 novembre 1801) è stato un geologo francese, da cui ha preso nome la dolomia, roccia da cui sono composte le montagne delle Dolomiti.

## Biografia
Dieudonnè Sylvain Guy Tancrede de Gratet de Dolomieu, detto "Deodat", nacque il 23 giugno 1750 da una antica famiglia nobile francese, quarto di undici figli, sei maschi e cinque femmine,  del marchese Francois de Gratet de Dolomieu, nel castello di Dolomieu. Il nome Dieudonné, con cui è anche conosciuto, è la traduzione francese di Déodat. Oggi Dolomieu è l'omonimo villaggio francese dell'Isère, nel Delfinato, il dipartimento con capoluogo Grénoble.
Il padre lo aveva iscritto molto presto, all'età di due anni, all'Ordine di Malta, destinandolo così alla carriera religioso-militare, come era tradizione in famiglia per il secondogenito maschio. Anche lo zio, Guy de Dolomieu, era un cavaliere di Malta.  Questo avrebbe segnato la sua vita, giacché gli avrebbe permesso di viaggiare e di soddisfare la sua passione scientifica, ma avrebbe avuto anche conseguenze drammatiche, come si vedrà più avanti. 
Malgrado il titolo nobiliare, Dolomieu riuscì a compiere un triennio di studi a Parigi. Dopo nel 1756 iniziò il noviziato (cd. carovana) di tre anni con le navi dell'Ordine a Malta e nel Mediterraneo, per divenire cavaliere professo. Nel 1768, a 18 anni venne sfidato a duello da un altro cavaliere a Gaeta. Costretto dall'onore nobiliare a battersi, lo uccise;  come punizione era prevista l'espulsione dall'Ordine e il carcere a vita, dal momento che l'Ordine di Malta proibiva i duelli. Tuttavia la famiglia si appellò al Gran Maestro e al Papa Clemente XIII, che gli concesse il perdono dopo solo un anno di carcere.
Nel 1769 ritornò al paese natale e compì i primi viaggi " naturalistici" in Francia.  Durante un viaggio nelle alpi svizzere il padre morì improvvisamente. Il 12 novembre 1778 Dolomieu prendeva i voti solenni nella chiesa di San Giorgio a Lione ed entrava come cavaliere professo nell'Ordine di Malta. Nel 1780 prese casa a Malta e ottenne le discrete rendite della Commenda di Sant'Anne in Auvergne. Dolomieu poté così smettere il servizio attivo come cavaliere, per dedicarsi agli studi e ai viaggi naturalistici e geologici; lo attirano in particolare i vulcani e le formazioni geologiche dell'Italia, che attraversa  da sud a nord. Si avventura nel 1781 alla scoperta delle isole Lipari e ne scrive un dettagliato diario. Uomo di mondo, frequenta non solo isole, monti e valli alpestri ma anche i circoli di letterati a Parigi, Napoli, Firenze e la corte papale a Roma; ha un fisico alto e robusto e riscuote successo con le donne. Nel 1785 tornò a Malta dove studiò come migliorare l'arte della panificazione, per avere forni moderni e più efficienti. Nel 1789 a Roma conosce Goethe e viene ritratto dalla pittrice svizzera Angelika Kauffmann. Le notizie dello scoppio della Rivoluzione francese lo raggiungono mentre è probabilmente a Bologna, dove sta organizzando il viaggio che lo condurrà in Tirolo lungo la strada di Alemagna, da Venezia a Innsbruck. Perdette le rendite della Commenda, ma riuscì ad attraversare quasi indenne la Rivoluzione francese, rifugiandosi nel 1790 da Roma a Malta, dove rimase fino al 1791. Nel 1792 Dolomieu rientrò in patria. Dal 1794 ricevette incarichi dalla Repubblica  francese grazie alle riconosciute competenze scientifiche: seguiva la "Scuola delle Miniere" durante l'inverno, mentre d'estate faceva viaggi di ispezione sui lavori di estrazione. Riprende le sue esplorazioni montane sul territorio francese.

## La spedizione napoleonica
Dolomieu nel 1798 aveva aderito d'impulso alla spedizione scientifica che accompagnava la spedizione in Egitto di Napoleone, ma durante il viaggio Napoleone inaspettatamente occupò l'isola di Malta, sbarcando a terra con uno stratagemma. Il generale chiede a Dolomieu di negoziare con il Gran Maestro Ferdinand von Hompesch zu Bolheim la resa dei cavalieri, assediati a la Valletta e nelle altre fortezze. Dolomieu prima si oppose, ma poi, temendo le ire di Napoleone, acconsentì, nell'intento di favorire, per quanto possibile, i suoi confratelli. Alla fine, grazie ad alcune vaghe concessioni, che non saranno mantenute, i cavalieri se ne vanno e Napoleone incamera i loro beni. Malta viene occupata da una guarnigione francese. Da quel momento, Dolomieu diviene un deciso oppositore del generale Bonaparte. La campagna d'Egitto non andò bene, Dolomieu studiò il delta del Nilo e assistette alla disfatta di Abukir, si ammalò di peste e dopo la guarigione, chiese di tornare in Francia. 
Di ritorno dall'Egitto però, la sua nave, la "Belle Maltaise", naufragò per una tempesta a Taranto e Dolomieu fu imprigionato a Messina per 21 mesi con regime di carcere duro, per ordine di Maria Carolina d'Asburgo-Lorena, regina di Napoli. I motivi di tale trattamento sono poco chiari, la sovrana attuava comunque una feroce politica antirivoluzionaria, dopo la morte sulla ghigliottina della sorella Maria Antonietta. 
Visto che Dolomieu era massone,  il principe Carlo d'Assia, allora Gran maestro della massoneria tedesca, su consiglio di Friederich Münter, si rivolse a Don Diego Naselli dei principi d'Aragona, Gran maestro della Gran Loggia Nazionale di Napoli, perché ne facilitasse la scarcerazione. Lo scienziato rimase però prigioniero nella Cittadella dal giugno del 1799 al marzo del 1801 e ritrovò la libertà solo dopo la vittoria dell'esercito francese a Marengo: la sua liberazione fu una delle clausole imposte da Napoleone nel trattato di pace di Firenze.

## Ultimo viaggio e morte
Provato dalla prigionia, rientra a Parigi e decide di tornare sulle Alpi, ufficialmente per visionare i lavori di costruzione della strada del Passo del Sempione. Sarà il suo ultimo viaggio: percorre le Alpi italiane e svizzere per quasi 100 chilometri. A Briga fa la conoscenza di Alessandro Volta, poi rientra in Francia con i compagni di viaggio. 
Mentre stava redigendo il diario di viaggio, si ammala in casa della sorella Alexandrine a Châteauneuf, dove muore il 28 novembre 1801, a 51 anni. Pochi mesi prima aveva dato alle stampe la sua ultima opera, scritta durante la prigionia, annotandola sui margini dell'unico libro che gli era stato lasciato, una Bibbia.

## Formazione e studi
Dolomieu era portato per le scienze e la matematica, ma all'epoca era considerato disdicevole per i figli cadetti di famiglie nobili fare qualcosa di diverso dalla carriera militare o ecclesiastica. Ricevette pertanto un'educazione classica, dopo la quale però si rivolse alla chimica e alle scienze naturali; sostenuto da una viva intelligenza e da un acuto spirito di osservazione, si consacrò presto alle scienze della terra, la geologia. 
A 25 anni, dopo aver studiato a Metz dove era di guarnigione, cominciò a studiare la formazione del salnitro nelle miniere della Bretagna. Viaggiò poi in Portogallo, a Malta, in Italia (dove studiò l'Etna e gli effetti del terremoto calabro-siculo del 1783, le isole Eolie, Ustica e Pantelleria), in Egitto. Nel 1783 a Parigi pubblicò «Voyage aux iles de Lipari fait en 1781, ou Notices sur les iles Eoliennes, pour servir a l'Histoire des Volcans».
Il suo studio sugli effetti del terremoto, che fu pubblicato simultaneamente in Francese, Italiano, Tedesco e Inglese, sottolineava la maggiore distruttività del sisma su edifici costruiti su terreni alluvionali; un fenomeno di grande importanza riscoperto ripetutamente da geologi e ingegneri.

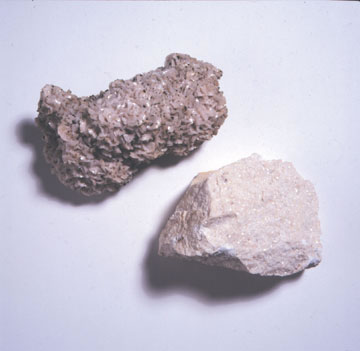
Dolomite

Dolomieu descrisse così molti minerali nuovi o mal conosciuti, come l'analcime (volgarmente detto "occhio di gatto"), lo psilomelano, il berillo, lo smeraldo, la celestite e anche l'antracite. Ma la notorietà gli venne dalla scoperta della dolomia.
Nel 1791, Dolomieu pubblicò nel «Journal de physique» un articolo intitolato "Su un genere di pietre calcaree molto poco effervescente con gli acidi e fosforescente per collisione". Aveva scoperto questa roccia nelle Alpi, e ne mandò alcuni campioni a Théodore-Nicolas De Saussure, a Ginevra, per analizzarli. Fu questo scienziato che attribuì il nome di dolomia alla roccia e di dolomite al minerale in essa contenuto, in omaggio al suo scopritore, nel marzo 1792, in una lettera inviata allo stesso Dolomieu. 
La regione delle Alpi sarà chiamata Dolomiti solo molto più tardi: nel 1864 Josiah Gilbert e George Churchill, un pittore e un naturalista, pubblicarono a Londra il resoconto dei loro viaggi col titolo The Dolomite mountains. Il nome si diffuse in Italia solo dopo la Grande Guerra, quando questo territorio entrò a far parte del Regno d'Italia.

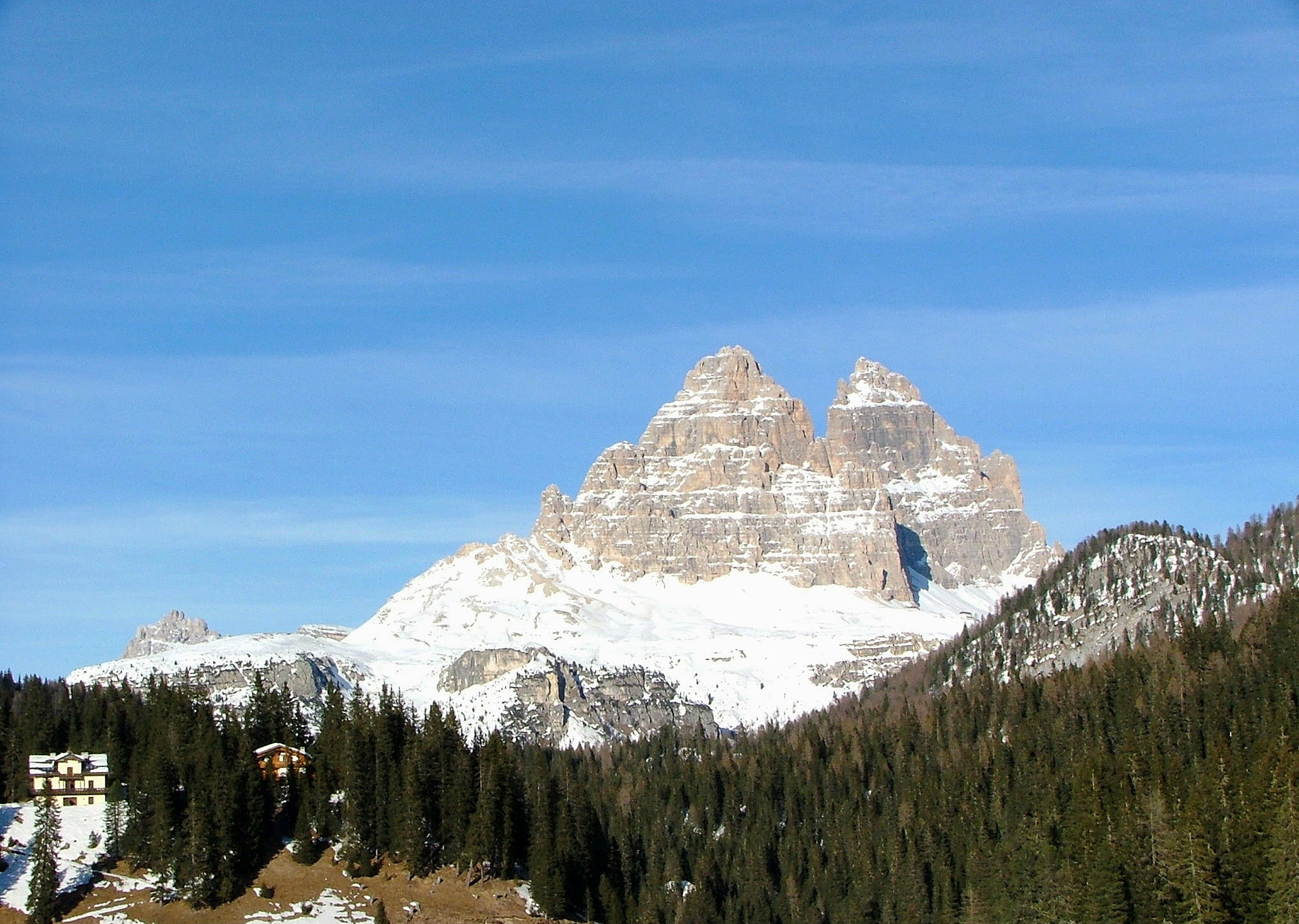
Le Tre Cime di Lavaredo, simbolo delle Dolomiti

## Opere

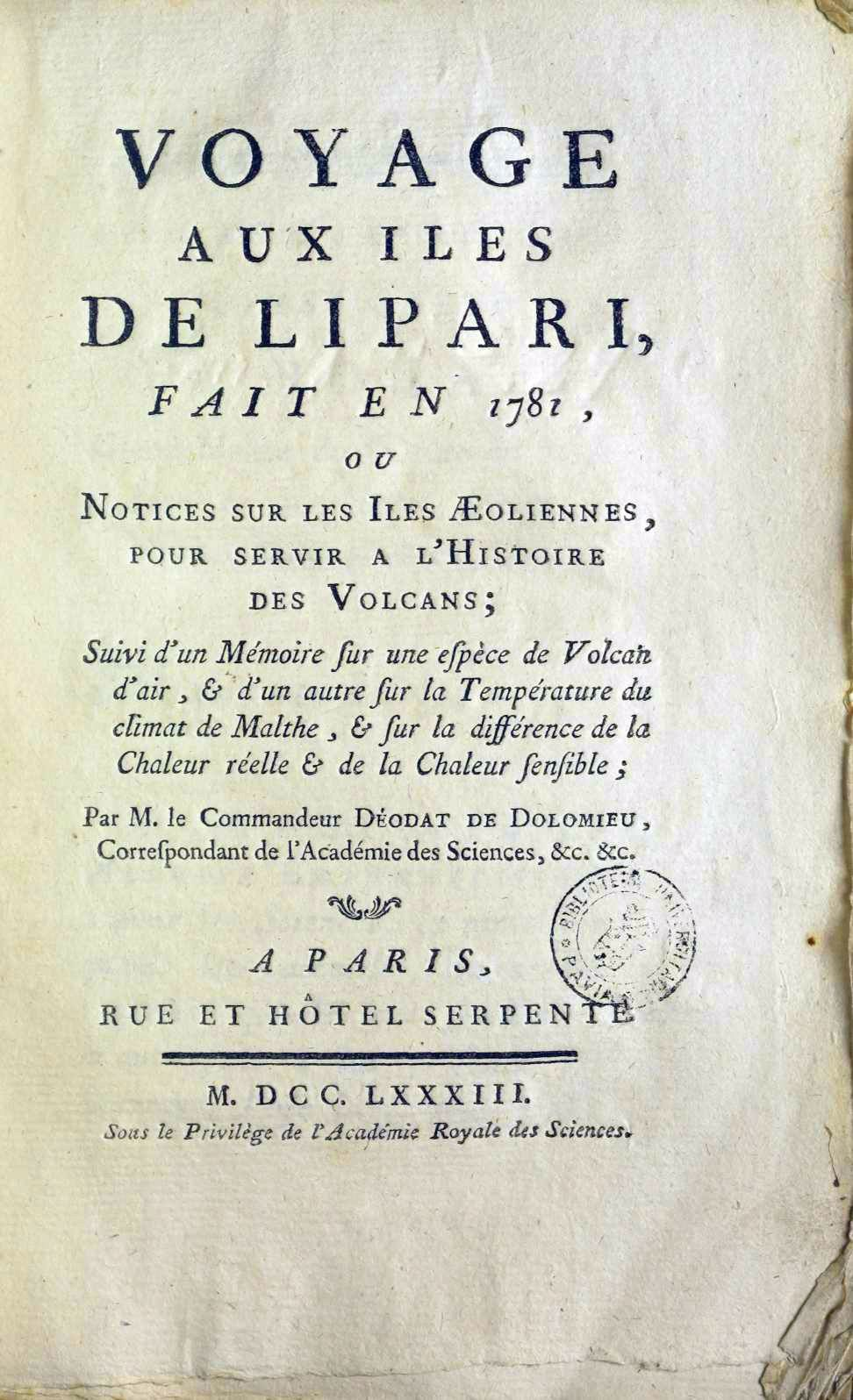
Voyage aux iles de Lipari, 1783

- Déodat de Dolomieu, Viaggi nelle Alpi (a cura di Enrico Rizzi), Fondazione Enrico Monti e Fondazione Maria Giussani Bernasconi, Anzola d'Ossola 2006; ISBN 88-85295-51-7

(questa è la prima edizione dei suoi taccuini)
- Déodat de Dolomieu, Voyage aux iles de Lipari fait en 1781, ou Notices sur les iles Eoliennes, pour servir a l'Histoire des Volcans, ed. Cuchet, Parigi 1783, Memoria presentata all'Académies des Science il primo febbraio 1783 e poi pubblicata in un unico volume con le due seguenti:
  - Volcan d'une nouvelle espèce. Observations sur le phénomène que présente la montagne dite Macaluba en Sicile
  - Essai sur la température du climat de Malthe et sur les sensations qu'elle produit, memoria presentata all'Académie des Sciences il 9 aprile 1783.
- Déodat de Dolomieu, Memoire sur les Tremblements de terre de la Calabre pendant l'année 1783, Roma, Antonio Fulgoni Ed., 1784.
- Sur les îles Ponces et les produits volcaniques de l'Etna, 1788
  - Memoria sopra i terremoti della Calabria Ulteriore nell'anno 1783, 1785
- "Sur un genre de pierres calcaires très peu effervescentes avec les acides et phosphorescentes par la collision", in Observations et Mémoires sur la Physique, sur l'Histoire Naturelle et sur Arts et Métiers, ottobre 1791, Vol. 39, pp. 3–10.
- Mémoire sur la constitution physique de l’Égypte, 1793
- Sur la philosophie minéralogique et sur les espèces minéralogiques, 1801